# چارلتون هستون
چارلتون هستون با نام تولد جان چارلز کارتر (به انگلیسی: Charlton Heston) (زاده ۴ اکتبر ۱۹۲۳ – درگذشته ۵ آوریل ۲۰۰۸) هنرپیشه نامدار آمریکایی و فعال حقوق بشر و جنبش حقوق مدنی آمریکا بود. برای نقش‌های حماسی و فعالیت‌های سیاسی فراوان‌اش مشهور است.

## زندگی
وی با نام تولد جان چارلز کارتر در ۴ اکتبرِ ۱۹۲۳ در اوانستون، ایالت ایلینوی به دنیا آمد. دوره بازیگری را در دانشگاه نورث وسترن ایلینوی گذراند. اولین فیلم وی در ایفای نقش نمود پیر گینت (۱۹۴۱) نام داشت. چارلتون در بورلی هیلز، ایالت کالیفرنیا درگذشت.

## زندگی خصوصی
پسرش فریزر هستون نیز کارگردان است.
هستون یک اسقفی بود و او را "مردی روحانی" با "طعم خاکی" توصیف کرده اند که "به سنت های مذهبی احترام می گذاشت" و "به ویژه از جنبه های تاریخی ایمان مسیحی لذت می برد". 

## جزئیات
در اتوبیوگرافی خود بنام در میدان نبرد (In the Arena) که در سال ۱۹۹۵ منتشر شد، اشاره می‌کند برای اولین بار وقتی به یاد مرگ افتاد که به هنگام نقش‌آفرینی در فیلم بن هور خبر مرگ ناگهانی تایرن پاور ستاره سرشناس آن سالها بر اثر سکته قلبی را شنید. تایرن پاور به هنگام مرگ فقط ۴۴ سال داشت.
نقش شرلوک هلمز را بر صحنه نمایش The Crucifer of Blood در حالی اجرا کرد که جرمی برت (شرلوک هولمز مشهور سریال تلویزیونی ساخته شده در شبکه گرانادا) را به نقش دکتر واتسون در کنار خود داشت.

## افتخارات
او در سال ۱۹۵۹ برنده جایزه اسکار بهترین بازیگر نقش اول مرد برای بازی در فیلم بن هور شد.
در سال ۲۰۰۳ مدال آزادی رئیس‌جمهوری را از دستان جرج دابلیو بوش دریافت کرد.

## فیلم‌شناسی
- پیر گینت
- ژولیوس سزار
- شهر تاریک
- بزرگترین نمایش در زمین (۱۹۵۲)
- وحشی
- روبی گنتری
- همسر رئیس‌جمهور
- پونی اکسپرس
- سرسخت
- بد برای دیگری
- جنگل برهنه
- راز اینکاها
- افق‌های دور دست
- جنگ خصوصی بنسن
- لوسی گالانت
- فضای فراموشی
- ده فرمان (۱۹۵۶)
- سه آدم خشن
- نشانی از شر (۱۹۵۸)
- کشور بزرگ
- بوکانیر
- غرق کشتی مری دیر
- بن هور (۱۹۵۹)
- السید (۱۹۶۱)
- کبوتری که رم را فتح گرد
- کله الماس
- ۵۵ روز در پکن (۱۹۶۳)
- بزرگترین نمایش روی زمین
- سرگرد دندی
- رنج و سرمستی
- سردار جنگ (۱۹۶۵)
- خرطوم (۱۹۶۶)
- کنترپوان (۱۹۶۸)
- سیاره میمون‌ها (۱۹۶۸)
- ویل پنی
- شماره یک (۱۹۶۹)
- ژولیوس سزار (۱۹۷۰)
- زیر سیاره میمون‌ها
- هاوایی‌ها
- لوتر کینگ
- مرد امگا
- آوای وحش (۱۹۷۲)
- آنتونیوس و کلئوپاترا (۱۹۷۲)
- هواپیما ربایی
- بیسکویت سبز
- سه تفنگدار (۱۹۷۳)
- فرودگاه (۱۹۷۵)
- زمین‌لرزه (۱۹۷۴)
- چهار تفنگدار (۱۹۷۴)
- آخرین مردان سرسخت (۱۹۷۶)
- میدوی
- اخطار دو دقیقه‌ای
- شاهزاده و گدا
- زیردریایی گری لیدی غرق شد
- مردان کوهستانی
- بیداری
- رگه معدن
- آخرین گنج بزرگ
- پرواز ۳۲۰
- بحران خورشیدی
- جزیره گنج (۱۹۸۹)
- تقریباً یک فرشته
- آدم ربایان کوچولو
- بحران منظومه شمسی
- جهان وین ۲
- سنگ گور
- دروغ‌های حقیقی
- در کام جنون (۱۹۹۴)
- هملت (۱۹۹۶)
- مردی برای تمام فصول (۱۹۸۸)
- آرماگدون (راوی)
- سیاره میمونها (۲۰۰۱)
- فرمان (۲۰۰۱)
- شهر و کشور (۲۰۰۱)
- خیابان آگیم ۵۵۵۵: پدر من (۲۰۰۳)